# Julio Michaud
Julio Michaud (11 de julio de 1807 París, Francia; 2 de julio de 1876 París, Francia) fue un dorador, fotógrafo, editor de álbumes de litografía y fotografía, empresario de la cultura y del arte que tuvo un negocio en la Ciudad de México fundado en 1837, llamado "Al Viejo Correo" direcciones "Junto al correo" y "2a Calle de San Francisco No. 7" más adelante sería "San Francisco No. 10".

## Reseña biográfica
El y su hijo del mismo nombre (Julio Augusto Alfredo Michaud de Nerare, París, Francia, 12 de abril de 1832, Ciudad de México, México, 12 de marzo de 1900) publicaron los siguientes libros de litografía y fotografía. Los cuales fueron importantes para la historia de las imágenes de México.
1. "Monumentos de México" del artista italiano Pietro Gualdi, primera edición, en sociedad con los litógrafos franceses Auguste Massé y Joseph Decaen.
2. "Álbum Mexicano" de los artistas franceses los hermanos Thierry.
3. "Galería Americana" en sociedad con el editor Frédéric Rosa.
4. "Álbum pintoresco de la república mexicana" de los artistas Pedro Gualdi o Pietro Gualdi, Urbano López, Carl Nebel, Frédéric Lehnert, Ferdinand Bastin, Chénot, Joseph Lemercier en sociedad con el editor y artista francés Jean Baptiste Thomas.
5. "Álbum Fotográfico Mexicano" del fotógrafo francés Désiré Charnay y los textos del historiador Mexicano Manuel Orozco y Berra.
6. "Ciudades y ruinas americanas" del fotógrafo francés Désiré Charnay, este álbum de fotos iba acompañado de un libro (los dos del mismo nombre) escrito por Charnay y Eugène Viollet-le-Duc que relata las aventuras y observaciones de Charnay cuando tomo las fotos.
7. "México artístico y pintoresco" de los fotógrafos Julio Michaud, Desiré Charnay y Alfred Briquet.
8. "Isla de Cuba Pintoresca y Monumental" del artista francés Frédéric Mialhe en sociedad con el litógrafo Joseph Decaen y Jean Baptiste Thomas.
9. "Historia Mexicana" del artista y litógrafo francés Charles Brebán, en sociedad con Jean Baptiste Thomas.